# Bulia brunnearis
Bulia brunnearis är en fjärilsart som beskrevs av Achille Guenée 1852. Bulia brunnearis ingår i släktet Bulia och familjen nattflyn. Inga underarter finns listade i Catalogue of Life.